# Паолиидовые
Паолиидовые, или протопте́ры (лат. Paoliida), — древнейший отряд крылатых насекомых (Pterygota). Известны начиная с намюрского века каменноугольного периода (326—313 млн лет).

## Описание
Останки паолиидовых обнаружены в Северной Америке (восток США) и в Европе (Англия, Бельгия, Германия, Нидерланды, Уэльс, Чехия).
Большая часть видов известна лишь по передним крыльям, для части видов известны и задние. Какие-либо остатки тела пока не найдены, что делает объём и границы отряда весьма нечёткими. В настоящее время отряд характеризуют следующим образом. Крылья, как правило, крупные (5—10 см длиной) и широкие, механически неспециализированные, не костализованные, часто с приострённой вершиной и выпуклым передним краем; передние лацетовидные, задние узкотреугольные. Жилкование слабо дифференцировано как в отношении толщины жилок, так и их положения в мембране. Даже радиальный ствол, у других насекомых явственно утолщённый, здесь часто почти не отличается своей толщиной от других слоёв. Чётко выпуклое положение на крыловой пластинке занимают обычно лишь R и CuA, четко вогнутая Sc и в меньшей степени CuP, остальные жилки более или менее нейтральные. На задних крыльях паолиидовых все жилки после R почти одинаково слабо вогнутые. Отмечена низкая стабилизованность жилкования (например, оно может значительно различаться на правом и левом крыле одной пары). Крылья многих протоптер сильнее, нежели крылья других крылатых насекомых, напоминают листья растений. Сходство усиливается неправильной сетью архедиктия.
Энтомологи на основании положения крыльев на двух отпечатках предполагают, что протоптеры были способны к крышевидному складыванию крыльев. Однако оно может быть ошибочным, если интерпретировать это и как исходную деформацию останков насекомых. Анальная область крыла паолиидовых неподгибающаяся и слабо расширенная, что также свидетельствует об отсутствии механизма складывания крыльев.
Некоторые признаки жилкования отряда, прослеживаются и у многих других групп насекомых. Это позволяют предполагать, что протоптеры были предковой формой для всех остальных крылатых насекомых.

## Таксономия
12 видов, 9 родов, 2 семейства:
- † Paoliidae
  - † Holasicia vetula Kukalová, 1958 — Чехия
  - † Holasicia rasnitsyni Brauckmann, 1984 — Германия, Hagen-Vorhalle
  - † Kemperala hagensis Brauckmann, 1984 — Германия, Hagen-Vorhalle
  - † Mertovia sustai (Kukalová, 1958) — Чехия
  - † Paolia vetusta Smith, 1871 — США, Индиана; Голландия, Limbourg
  - † Paoliola gurleyi (Melander, 1903) — США, Индиана
  - † Pseudofouquea sp. — Англия (Bickershaw), Anderson et al. 1997
  - † Pseudofouquea cambrensis (Allen, 1901) — Уэльс, Llanbradach Colliery
  - † Sustaia impar Kukalová, 1958 — Чехия
  - † Zdenekia grandis Kukalová, 1958 — Чехия
  - † Zdenekia occidentalis Laurentinaux, 1986 — Бельгия, Charbonnages de Ressaix
- † Katerinkidae
  - † Katerinka hilaris Prokop & Nel, 2007 — Чехия